# Championnat d'Europe de rugby à XV des moins de 18 ans 2015
Navigation
Championnat d'Europe des moins de 18 ans 2014 Championnat d'Europe des moins de 18 ans 2016
Le championnat d'Europe de rugby à XV des moins de 18 ans 2015, réunit 24 nations, réparties en 3 niveaux de jeu (Groupe Elite, Groupe A et Groupe B). Les autres nations présentes dans les échelons inférieurs (groupe C et D) ne sont pas conviées à cette compétition.
L'édition 2015 se déroule en France, dans la région Midi-Pyrénées. La compétition se déroule du vendredi 27 mars au samedi 4 avril 2015.
La finale se déroule au Stade Ernest-Wallon à Toulouse le samedi 4 avril 2015. La France est championne d'Europe Elite. La Russie est championne d'Europe groupe A et l'Ukraine, championne d'Europe groupe B,.

## Présentation

### Lieux de la compétition
La compétition se déroule dans la région Midi-Pyrénées dans les départements et villes suivantes :
| Ariège (09) | Haute Garonne (31)        | Tarn (81) | Tarn et Garonne (82) |
| ----------- | ------------------------- | --------- | -------------------- |
| Pamiers     | Balma                     | Albi      | Montauban            |
|             | Blagnac                   | Gaillac   |                      |
|             | Bruguières                | Graulhet  |                      |
|             | Castanet-Tolosan          |           |                      |
|             | Cugnaux                   |           |                      |
|             | L'Union                   |           |                      |
|             | Muret                     |           |                      |
|             | Pechbonnieu               |           |                      |
|             | Quint-Fonsegrives         |           |                      |
|             | Ramonville                |           |                      |
|             | Saint Orens               |           |                      |
|             | Toulouse                  |           |                      |
|             | Tournefeuille             |           |                      |
|             | Villefranche de Lauragais |           |                      |

### Équipes en compétition
Les 24 nations sont réparties de la manière suivante : 
- 8 nations dans le groupe Elite, 1re division U18,
- 8 nations dans le Groupe A, 2e division,
- 8 nations dans le groupe B, 3e division

| groupe Elite   | Groupe A  | Groupe B           |
| -------------- | --------- | ------------------ |
| Angleterre     | Allemagne | Croatie            |
| Écosse         | Belgique  | Lettonie           |
| France         | Espagne   | Lituanie           |
| Géorgie        | Pays-Bas  | Luxembourg         |
| Irlande        | Pologne   | République Tchèque |
| Italie         | Roumanie  | Serbie             |
| Pays de Galles | Russie    | Suisse             |
| Portugal       | Suède     | Ukraine            |

### Format
Dans chaque groupe, les 8 équipes participent à un quart de finale. La suite de la compétition se fait par élimination directe à chaque tour. Des matchs de classement ont également lieux.

## Phase finale
En phase finale, en cas d'égalité à la fin du temps réglementaire, les deux équipes disputent deux prolongations de dix minutes chacune. Si les deux équipes sont à nouveau à égalité à la fin des prolongations, on les départage selon le nombre d'essais inscrits au cours du match (y compris pendant les prolongations) ou, à défaut, lors d'une séance de tirs au but.

### Groupe Elite

#### Tableau principal
|  | Quarts de finale                  | Quarts de finale                  |                                                        |                                                        | Demi-finales                    | Demi-finales                    |       |  | Finale                                                 | Finale                                                 |
|  | Quarts de finale                  | Quarts de finale                  |                                                        |                                                        | Demi-finales                    | Demi-finales                    |       |  | Finale                                                 | Finale                                                 |
|  |                                   |                                   |                                                        |                                                        |                                 |                                 |       |  |                                                        |                                                        |
|  | le 27 mars 2015 à 17h à Montauban | le 27 mars 2015 à 17h à Montauban |                                                        |                                                        | le 31 mars 2015 à 19h à Blagnac | le 31 mars 2015 à 19h à Blagnac |       |  | le 4 avril 2015 à 17h au Stade Ernest-Wallon, Toulouse | le 4 avril 2015 à 17h au Stade Ernest-Wallon, Toulouse |
|  | le 27 mars 2015 à 17h à Montauban | le 27 mars 2015 à 17h à Montauban |                                                        |                                                        | le 31 mars 2015 à 19h à Blagnac | le 31 mars 2015 à 19h à Blagnac |       |  | le 4 avril 2015 à 17h au Stade Ernest-Wallon, Toulouse | le 4 avril 2015 à 17h au Stade Ernest-Wallon, Toulouse |
|  | Angleterre                        | 85                                |                                                        |                                                        | le 31 mars 2015 à 19h à Blagnac | le 31 mars 2015 à 19h à Blagnac |       |  | le 4 avril 2015 à 17h au Stade Ernest-Wallon, Toulouse | le 4 avril 2015 à 17h au Stade Ernest-Wallon, Toulouse |
|  | Angleterre                        | 85                                |                                                        |                                                        | le 31 mars 2015 à 19h à Blagnac | le 31 mars 2015 à 19h à Blagnac |       |  | le 4 avril 2015 à 17h au Stade Ernest-Wallon, Toulouse | le 4 avril 2015 à 17h au Stade Ernest-Wallon, Toulouse |
|  | Portugal                          | 5                                 |                                                        |                                                        | le 31 mars 2015 à 19h à Blagnac | le 31 mars 2015 à 19h à Blagnac |       |  | le 4 avril 2015 à 17h au Stade Ernest-Wallon, Toulouse | le 4 avril 2015 à 17h au Stade Ernest-Wallon, Toulouse |
|  | Portugal                          | 5                                 | Angleterre                                             | 19                                                     |                                 |                                 |       |  | le 4 avril 2015 à 17h au Stade Ernest-Wallon, Toulouse | le 4 avril 2015 à 17h au Stade Ernest-Wallon, Toulouse |
|  | le 27 mars 2015 à 19h à Graulhet  |                                   | Angleterre                                             | 19                                                     |                                 |                                 |       |  | le 4 avril 2015 à 17h au Stade Ernest-Wallon, Toulouse | le 4 avril 2015 à 17h au Stade Ernest-Wallon, Toulouse |
|  |                                   | France                            | 23                                                     |                                                        |                                 |                                 |       |  | le 4 avril 2015 à 17h au Stade Ernest-Wallon, Toulouse | le 4 avril 2015 à 17h au Stade Ernest-Wallon, Toulouse |
|  | France                            | France                            | 23                                                     | 22                                                     |                                 |                                 |       |  | le 4 avril 2015 à 17h au Stade Ernest-Wallon, Toulouse | le 4 avril 2015 à 17h au Stade Ernest-Wallon, Toulouse |
|  | France                            |                                   |                                                        | 22                                                     |                                 |                                 |       |  | le 4 avril 2015 à 17h au Stade Ernest-Wallon, Toulouse | le 4 avril 2015 à 17h au Stade Ernest-Wallon, Toulouse |
|  | Ecosse                            | 10                                |                                                        |                                                        |                                 |                                 |       |  | le 4 avril 2015 à 17h au Stade Ernest-Wallon, Toulouse | le 4 avril 2015 à 17h au Stade Ernest-Wallon, Toulouse |
|  | Ecosse                            | 10                                | France                                                 | 57                                                     |                                 |                                 |       |  |                                                        |                                                        |
|  | le 27 mars 2015 à 17h à Graulhet  |                                   | France                                                 | 57                                                     |                                 |                                 |       |  |                                                        |                                                        |
|  |                                   | Géorgie                           | 0                                                      |                                                        |                                 |                                 |       |  |                                                        |                                                        |
|  | Pays de Galles                    | Géorgie                           | 0                                                      | 13                                                     |                                 |                                 |       |  |                                                        |                                                        |
|  | Pays de Galles                    | le 31 mars 2015 à 19h à Albi      |                                                        | 13                                                     |                                 |                                 |       |  |                                                        |                                                        |
|  | Italie                            | 14                                |                                                        |                                                        |                                 |                                 |       |  |                                                        |                                                        |
|  | Italie                            | 14                                | Italie                                                 | 6 (4)                                                  |                                 |                                 |       |  |                                                        |                                                        |
|  | le 27 mars 2015 à 19h à Montauban | le 27 mars 2015 à 19h à Montauban | Italie                                                 | 6 (4)                                                  | Match pour la 3e place          | Match pour la 3e place          |       |  |                                                        |                                                        |
|  | le 27 mars 2015 à 19h à Montauban | le 27 mars 2015 à 19h à Montauban |                                                        | Géorgie                                                | Match pour la 3e place          | Match pour la 3e place          | 6 (5) |  |                                                        |                                                        |
|  | Irlande                           | 8 (1)                             | le 4 avril 2015 à 15h au Stade Ernest-Wallon, Toulouse | le 4 avril 2015 à 15h au Stade Ernest-Wallon, Toulouse |                                 |                                 | 6 (5) |  |                                                        |                                                        |
|  | Irlande                           | 8 (1)                             | le 4 avril 2015 à 15h au Stade Ernest-Wallon, Toulouse | le 4 avril 2015 à 15h au Stade Ernest-Wallon, Toulouse |                                 |                                 |       |  |                                                        |                                                        |
|  | Géorgie                           | 8 (3)                             |                                                        | Angleterre                                             | 39                              |                                 |       |  |                                                        |                                                        |
|  | Géorgie                           | 8 (3)                             |                                                        | Angleterre                                             | 39                              |                                 |       |  |                                                        |                                                        |
|  |                                   |                                   |                                                        |                                                        |                                 |                                 |       |  | Italie                                                 | 12                                                     |
|  |                                   |                                   |                                                        |                                                        |                                 |                                 |       |  | Italie                                                 | 12                                                     |

La France est championne d'Europe Elite.

#### Matchs de classement
|  | Demi-finales de classement            | Demi-finales de classement      |                        |   | Match pour la 5e place                    | Match pour la 5e place                    |
|  | Demi-finales de classement            | Demi-finales de classement      |                        |   | Match pour la 5e place                    | Match pour la 5e place                    |
|  |                                       |                                 |                        |   |                                           |                                           |
|  | le 31 mars 2015 à 19h à Gaillac       | le 31 mars 2015 à 19h à Gaillac |                        |   | le 4 avril 2015 à 11h à Toulouse F.C.T.T. | le 4 avril 2015 à 11h à Toulouse F.C.T.T. |
|  | le 31 mars 2015 à 19h à Gaillac       | le 31 mars 2015 à 19h à Gaillac |                        |   | le 4 avril 2015 à 11h à Toulouse F.C.T.T. | le 4 avril 2015 à 11h à Toulouse F.C.T.T. |
|  | Portugal                              | 0 (3)                           |                        |   | le 4 avril 2015 à 11h à Toulouse F.C.T.T. | le 4 avril 2015 à 11h à Toulouse F.C.T.T. |
|  | Portugal                              | 0 (3)                           |                        |   | le 4 avril 2015 à 11h à Toulouse F.C.T.T. | le 4 avril 2015 à 11h à Toulouse F.C.T.T. |
|  | Ecosse                                | 0 (2)                           |                        |   | le 4 avril 2015 à 11h à Toulouse F.C.T.T. | le 4 avril 2015 à 11h à Toulouse F.C.T.T. |
|  | Ecosse                                | 0 (2)                           | Portugal               | 8 |                                           |                                           |
|  | le 31 mars 2015 à 19h à Balma         |                                 | Portugal               | 8 |                                           |                                           |
|  |                                       | Pays de Galles                  | 38                     |   |                                           |                                           |
|  | Irlande                               | Pays de Galles                  | 38                     | 9 |                                           |                                           |
|  | Irlande                               |                                 |                        | 9 |                                           |                                           |
|  | Pays de Galles                        | 14                              |                        |   |                                           |                                           |
|  | Pays de Galles                        | 14                              | Match pour la 7e place |   |                                           |                                           |
|  |                                       |                                 |                        |   |                                           |                                           |
|  | le 4 avril 2015 à 11h à Tournefeuille |                                 |                        |   |                                           |                                           |
|  |                                       |                                 |                        |   |                                           |                                           |
|  | Ecosse                                | 12                              |                        |   |                                           |                                           |
|  | Ecosse                                | 12                              |                        |   |                                           |                                           |
|  | Irlande                               | 21                              |                        |   |                                           |                                           |
|  | Irlande                               | 21                              |                        |   |                                           |                                           |

#### Quarts de finale
| 27 mars 2015 17 h WET | Irlande                                                       | 8 (1) - 8 (3) (8 - 3) | Georgie                                                                 | Montauban -- spectateurs Arbitre : Rizzo, O'Grady, Jones |
| 27 mars 2015 17 h WET | Essai(s) : Rob Lyttle (15e) Pénalité(s) : Bill Johnston (12e) |                       | Essai(s) : Levan Tchavtchavadze (45e) Pénalité(s) : Gela Aprasidze (3e) | Montauban -- spectateurs Arbitre : Rizzo, O'Grady, Jones |
| 27 mars 2015 17 h WET |                                                               |                       |                                                                         | Montauban -- spectateurs Arbitre : Rizzo, O'Grady, Jones |

| 27 mars 2015 17 h WET | Pays de Galles                                                                  | 13 - 14 (3 - 7) | Italie | Graulhet 1 000 spectateurs Arbitre : Atorrasagasti, Gasnier, Grove-White (en) |
| 27 mars 2015 17 h WET | Essai(s) : Nathan Hudd (56e), Jack Evans (66e) Pénalité(s) : Arwel Robson (26e) |                 | Essai(s) : Mattia Zago 2 (11e, 53e) Transformation(s) : Massimo Cioffi 2 (11e, 53e) Carton(s) jaune(s) : Daniele Rimpelli (33e) | Graulhet 1 000 spectateurs Arbitre : Atorrasagasti, Gasnier, Grove-White (en) |
| 27 mars 2015 17 h WET |                                                                                 |                 | | Graulhet 1 000 spectateurs Arbitre : Atorrasagasti, Gasnier, Grove-White (en) |

| 27 mars 2015 19 h WET | Angleterre | 85 - 5 (54 - 0) | Portugal                       | Montauban 110 spectateurs Arbitre : Burlet, De L'Isle, Bodea |
| 27 mars 2015 19 h WET | Essai(s) : Gabriel Ibitoye 4 (4e, 20e, 47e, 70e), Charles Capps (8e), Zach Mercer 2 (13e, 34e), Johnny McPhilips (14e), Sam Aspland-Robinson (24e), Curtis Langdon (27e), Will Evans (50e), Will Allman (52e), Joe Craggs (57e) Transformation(s) : Johnny McPhilips 10 (5e, 14e, 17e, 21e, 25e, 28e, 35e, 51e, 54e, 70e) |                 | Essai(s) : José Bandeira (62e) | Montauban 110 spectateurs Arbitre : Burlet, De L'Isle, Bodea |
| 27 mars 2015 19 h WET | |                 |                                | Montauban 110 spectateurs Arbitre : Burlet, De L'Isle, Bodea |

| 27 mars 2015 19 h WET | France | 22 - 10 (10 - 3) | Ecosse | Graulhet 3 000 spectateurs Arbitre : Gaffinkin, Nogueira, Visser |
| 27 mars 2015 19 h WET | Essai(s) : Jessy Jegerlehner (1re), Arthur Retière (38e), Baptiste Couilloud (61e) Transformation(s) : Thomas Darmon 2 (2e, 62e) Pénalité(s) : Thomas Darmon (33e) |                  | Essai(s) : Robbie Nairn (52e) Transformation(s) : Blair Kinghorn (54e) Pénalité(s) : Blair Kinghorn (18e) Carton(s) jaune(s) : Darcy Graham (56e) | Graulhet 3 000 spectateurs Arbitre : Gaffinkin, Nogueira, Visser |
| 27 mars 2015 19 h WET | |                  | | Graulhet 3 000 spectateurs Arbitre : Gaffinkin, Nogueira, Visser |

#### Demi-finales
| 31 mars 2015 19 h WET | Italie                                    | 6 (4) - 6 (5) (3 - 0) | Georgie                                   | Albi 700 spectateurs Arbitre : J. Gasnier, S. Gaffikin, Baud |
| 31 mars 2015 19 h WET | Pénalité(s) : Massimo Cioffi 2 (21e, 43e) |                       | Pénalité(s) : Gela Aprasidze 2 (49e, 60e) | Albi 700 spectateurs Arbitre : J. Gasnier, S. Gaffikin, Baud |
| 31 mars 2015 19 h WET |                                           |                       |                                           | Albi 700 spectateurs Arbitre : J. Gasnier, S. Gaffikin, Baud |

| 31 mars 2015 19 h WET | Angleterre | 19 - 23 (5 - 13) | France | Blagnac 4 000 spectateurs Arbitre : S. Grove-White (en), I. Attorasagasti, Brell |
| 31 mars 2015 19 h WET | Essai(s) : Jake Pope (23e), Alex Mitchell (39e), Josh Caulfield (68e) Transformation(s) : Theo Brophy Clews (40e), Johnny McPhilips (69e) |                  | Essai(s) : Baptiste Couilloud (14e), Selevasio Tolofua (54e) Transformation(s) : Thomas Darmon 2 (15e, 55e) Pénalité(s) : Thomas Darmon 3 (3e, 27e, 42e) Carton(s) jaune(s) : Alexandre Nicoué (70e) | Blagnac 4 000 spectateurs Arbitre : S. Grove-White (en), I. Attorasagasti, Brell |
| 31 mars 2015 19 h WET | |                  | | Blagnac 4 000 spectateurs Arbitre : S. Grove-White (en), I. Attorasagasti, Brell |

#### Demi-finales de classement
| 31 mars 2015 19 h WET | Irlande                                                                         | 9 - 14 (6 - 0) | Pays de Galles | Balma -- spectateurs Arbitre : M. O'Grady, A. Nogueira, Soucaret |
| 31 mars 2015 19 h WET | Pénalité(s) : Jack Kelly 3 (13e, 20e, 63e) Carton(s) jaune(s) : Jonny Guy (51e) |                | Essai(s) : Aled Ward (52e), Keiran Williams (55e) Transformation(s) : Arwel Robson 2 (53e, 55e) Carton(s) jaune(s) : Arwel Robson (62e) | Balma -- spectateurs Arbitre : M. O'Grady, A. Nogueira, Soucaret |
| 31 mars 2015 19 h WET |                                                                                 |                | | Balma -- spectateurs Arbitre : M. O'Grady, A. Nogueira, Soucaret |

| 31 mars 2015 19 h WET | Portugal | 0 (3) - 0 (2) (0 - 0) | Ecosse | Gaillac 400 spectateurs Arbitre : A. Jones, I. Bodea, Regis |
| 31 mars 2015 19 h WET |          |                       |        | Gaillac 400 spectateurs Arbitre : A. Jones, I. Bodea, Regis |
| 31 mars 2015 19 h WET |          |                       |        | Gaillac 400 spectateurs Arbitre : A. Jones, I. Bodea, Regis |

#### Match pour la septième place
| 4 avril 2015 12 h WET | Ecosse | 12 - 21 (12 - 13) | Irlande | Tournefeuille 200 spectateurs Arbitre : I. Atorrasagasti, Darche, Jordi |
| 4 avril 2015 12 h WET | Essai(s) : George Thornton (8e), Ross McCann (35e) Transformation(s) : Gregor Haldane (8e) Carton(s) jaune(s) : Adam Nicol (52e) |                   | Essai(s) : Jack Kelly (14e), Colm Hogan (67e) Transformation(s) : Bill Johnston (15e) Pénalité(s) : Bill Johnston 3 (6e, 19e, 52e) | Tournefeuille 200 spectateurs Arbitre : I. Atorrasagasti, Darche, Jordi |
| 4 avril 2015 12 h WET | |                   | | Tournefeuille 200 spectateurs Arbitre : I. Atorrasagasti, Darche, Jordi |

#### Match pour la cinquième place
| 4 avril 2015 12 h WET | Portugal                                                                | 8 - 31 (3 - 19) | Pays de Galles | Toulouse F.C.T.T. 300 spectateurs Arbitre : Visser, Darnaudet, Alarcon |
| 4 avril 2015 12 h WET | Essai(s) : José Maria Andrade (72e) Pénalité(s) : Frederico Filipe (2e) |                 | Essai(s) : George Gasson 3 (12e, 37e, 39e), Keelan Giles (24e), Aled Ward (55e), Matthew Aubrey (63e) Transformation(s) : Arwel Robson 4 (13e, 24e, 39e, 63e) | Toulouse F.C.T.T. 300 spectateurs Arbitre : Visser, Darnaudet, Alarcon |
| 4 avril 2015 12 h WET |                                                                         |                 | | Toulouse F.C.T.T. 300 spectateurs Arbitre : Visser, Darnaudet, Alarcon |

#### Match pour la troisième place
| 4 avril 2015 15 h WET | Angleterre | 39 - 12 (29 - 0) | Italie | Stade Ernest-Wallon, Toulouse 5 000 spectateurs Arbitre : Jones, Grove-White (en), Nogueira |
| 4 avril 2015 15 h WET | Essai(s) : Zach Mercer (7e), Paolo Odogwu 2 (10e, 59e), Johnny McPhilips (30e), Mark Dixon (32e), Josh Caulfield (48e) Transformation(s) : Johnny McPhilips 3 (8e, 11e, 33e) Pénalité(s) : Johnny McPhilips (20e) Carton(s) jaune(s) : Will Evans (64e) |                  | Essai(s) : Massimo Ceciliani (56e), Mattia Zago (65e) Transformation(s) : Massimo Cioffi (66e) Carton(s) jaune(s) : Giosuè Zilocchi (37e) | Stade Ernest-Wallon, Toulouse 5 000 spectateurs Arbitre : Jones, Grove-White (en), Nogueira |
| 4 avril 2015 15 h WET | |                  | | Stade Ernest-Wallon, Toulouse 5 000 spectateurs Arbitre : Jones, Grove-White (en), Nogueira |

#### Finale
| 4 avril 2015 17 h WET | France | 57 - 0 (12 - 0) | Géorgie                                                                              | Stade Ernest-Wallon, Toulouse 8 000 spectateurs Arbitre : Gaffinkin, Burlet, O'Grady |
| 4 avril 2015 17 h WET | Essai(s) : 9 Retière (16e, 36e), Nicoué (32e, 41e), Decron (47e, 64e), Tolofua (56e), Mauvaka (62e), de pénalité (67e) Transformation(s) : 6 Darmon (33e, 36e, 47e, 57e, 65e), Alric (68e) | Rapport         | Carton(s) jaune(s) : 3 Tcheishvili (9e), Mamamtavrishvili (27e), Svimonishvili (67e) | Stade Ernest-Wallon, Toulouse 8 000 spectateurs Arbitre : Gaffinkin, Burlet, O'Grady |
| 4 avril 2015 17 h WET | | Rapport         |                                                                                      | Stade Ernest-Wallon, Toulouse 8 000 spectateurs Arbitre : Gaffinkin, Burlet, O'Grady |

| France Titulaires Arthur Retière 15 Alexandre Nicoué 14 Nathan Decron 13 Théo Millet 12 Lucas Tauzin 11 Thomas Darmon 10 Baptiste Couilloud 9 Selevasio Tolofua 8 Alexandre Roumat 7 Jessy Jegerlehner 6 Mickaël Capelli 5 Florian Verhaeghe 4 Pierre Commenge 3 Lucas Rey 2 Fernandez Correa 1 Remplaçants Eliès El Ansari 16 Peato Mauvaka 17 Thomas Laclayat 18 Baptiste Pesenti 19 Willy Ndiaye 20 Valentin Sese 21 Mickael Romera 22 Maxime Alric 23 Guillaume Galletier 24 Nadir Megdoud 25 Yann Caillat 26 Entraîneur Philippe Agostini |  |  |  | Géorgie Titulaires 15 Mirian Modebadze 14 Lado Miminoshvili 13 Sandro Svanidze 12 Giorgi Kveseladze 11 Davit Meskhi 10 Giorgi Gogoladze 9 Gela Aprasidze 8 Shota Areshidze 7 Ilia Spanderashvili 6 Sandro Mamamtavrishvili 5 Giorgi Pridonishvili 4 Beka Saghinadze 3 Lasha Tabidze 2 Zaali Tskipurishvili 1 Ushangi Tcheishvili Remplaçants 16 Guram Papidze 17 Levan Tchavtchavadze 18 Jemal Shatirishvili 19 Giorgi Nutsubidze 20 Elguja Kikvadze 21 Beka Mamukashvili 22 Erekle Matchrashvili 23 Saba Svimonishvili 24 Giorgi Elisashvili 25 26 Gela Eloshvili Entraîneur Paata Maisuradze |

#### Classement
|      |                | score | score | score | Essais | Essais | Trans. | Trans. | Pén. | Pén. | Drops | Drops | Cartons | Cartons |
| rank | Pays           | p.    | c.    | diff. | p.     | c.     | p.     | c.     | p.   | c.   | p.    | c.    | J.      | R.      |
| ---- | -------------- | ----- | ----- | ----- | ------ | ------ | ------ | ------ | ---- | ---- | ----- | ----- | ------- | ------- |
| 1er  | France         | 102   | 29    | +73   | 15     | 4      | 10     | 3      | 4    | 1    | 0     | 0     | 1       | 0       |
| 2e   | Géorgie        | 14    | 71    | -57   | 1      | 10     | 0      | 6      | 3    | 3    | 0     | 0     | 3       | 0       |
| 3e   | Angleterre     | 143   | 40    | +103  | 22     | 5      | 15     | 3      | 1    | 3    | 0     | 0     | 1       | 0       |
| 4e   | Italie         | 32    | 58    | -26   | 4      | 8      | 3      | 3      | 2    | 4    | 0     | 0     | 1       | 0       |
| 5e   | Pays de Galles | 65    | 31    | +34   | 10     | 3      | 6      | 2      | 1    | 4    | 0     | 0     | 1       | 0       |
| 6e   | Portugal       | 13    | 123   | -110  | 2      | 19     | 0      | 14     | 1    | 0    | 0     | 0     | 0       | 0       |
| 7e   | Irlande        | 38    | 34    | +4    | 3      | 5      | 1      | 3      | 7    | 1    | 0     | 0     | 1       | 0       |
| 8e   | Écosse         | 22    | 73    | -21   | 6      | 2      | 2      | 3      | 1    | 4    | 0     | 0     | 1       | 0       |

### Groupe A

#### Tableau principal
|  | Quarts de finale                   | Quarts de finale                   |                                          |                                          | Demi-finales                    | Demi-finales                    |    |  | Finale                                            | Finale                                            |
|  | Quarts de finale                   | Quarts de finale                   |                                          |                                          | Demi-finales                    | Demi-finales                    |    |  | Finale                                            | Finale                                            |
|  |                                    |                                    |                                          |                                          |                                 |                                 |    |  |                                                   |                                                   |
|  | le 28 mars 2015 à 16h à Bruguières | le 28 mars 2015 à 16h à Bruguières |                                          |                                          | le 31 mars 2015 à 17h à Gaillac | le 31 mars 2015 à 17h à Gaillac |    |  | le 3 avril 2015 à 19h à Villefranche de Lauragais | le 3 avril 2015 à 19h à Villefranche de Lauragais |
|  | le 28 mars 2015 à 16h à Bruguières | le 28 mars 2015 à 16h à Bruguières |                                          |                                          | le 31 mars 2015 à 17h à Gaillac | le 31 mars 2015 à 17h à Gaillac |    |  | le 3 avril 2015 à 19h à Villefranche de Lauragais | le 3 avril 2015 à 19h à Villefranche de Lauragais |
|  | Russie                             | 72                                 |                                          |                                          | le 31 mars 2015 à 17h à Gaillac | le 31 mars 2015 à 17h à Gaillac |    |  | le 3 avril 2015 à 19h à Villefranche de Lauragais | le 3 avril 2015 à 19h à Villefranche de Lauragais |
|  | Russie                             | 72                                 |                                          |                                          | le 31 mars 2015 à 17h à Gaillac | le 31 mars 2015 à 17h à Gaillac |    |  | le 3 avril 2015 à 19h à Villefranche de Lauragais | le 3 avril 2015 à 19h à Villefranche de Lauragais |
|  | Suède                              | 0                                  |                                          |                                          | le 31 mars 2015 à 17h à Gaillac | le 31 mars 2015 à 17h à Gaillac |    |  | le 3 avril 2015 à 19h à Villefranche de Lauragais | le 3 avril 2015 à 19h à Villefranche de Lauragais |
|  | Suède                              | 0                                  | Russie                                   | 23                                       |                                 |                                 |    |  | le 3 avril 2015 à 19h à Villefranche de Lauragais | le 3 avril 2015 à 19h à Villefranche de Lauragais |
|  | le 28 mars 2015 à 16h à Ramonville |                                    | Russie                                   | 23                                       |                                 |                                 |    |  | le 3 avril 2015 à 19h à Villefranche de Lauragais | le 3 avril 2015 à 19h à Villefranche de Lauragais |
|  |                                    | Allemagne                          | 0                                        |                                          |                                 |                                 |    |  | le 3 avril 2015 à 19h à Villefranche de Lauragais | le 3 avril 2015 à 19h à Villefranche de Lauragais |
|  | Pologne                            | Allemagne                          | 0                                        | 9                                        |                                 |                                 |    |  | le 3 avril 2015 à 19h à Villefranche de Lauragais | le 3 avril 2015 à 19h à Villefranche de Lauragais |
|  | Pologne                            |                                    |                                          | 9                                        |                                 |                                 |    |  | le 3 avril 2015 à 19h à Villefranche de Lauragais | le 3 avril 2015 à 19h à Villefranche de Lauragais |
|  | Allemagne                          | 30                                 |                                          |                                          |                                 |                                 |    |  | le 3 avril 2015 à 19h à Villefranche de Lauragais | le 3 avril 2015 à 19h à Villefranche de Lauragais |
|  | Allemagne                          | 30                                 | Russie                                   | 16                                       |                                 |                                 |    |  |                                                   |                                                   |
|  | le 28 mars 2015 à 16h à Pamiers    |                                    | Russie                                   | 16                                       |                                 |                                 |    |  |                                                   |                                                   |
|  |                                    | Belgique                           | 0                                        |                                          |                                 |                                 |    |  |                                                   |                                                   |
|  | Roumanie                           | Belgique                           | 0                                        | 26                                       |                                 |                                 |    |  |                                                   |                                                   |
|  | Roumanie                           | le 31 mars 2015 à 17h à Albi       |                                          | 26                                       |                                 |                                 |    |  |                                                   |                                                   |
|  | Pays-Bas                           | 0                                  |                                          |                                          |                                 |                                 |    |  |                                                   |                                                   |
|  | Pays-Bas                           | 0                                  | Roumanie                                 | 3                                        |                                 |                                 |    |  |                                                   |                                                   |
|  | le 28 mars 2015 à 16h à L'Union    | le 28 mars 2015 à 16h à L'Union    | Roumanie                                 | 3                                        | Match pour la 3e place          | Match pour la 3e place          |    |  |                                                   |                                                   |
|  | le 28 mars 2015 à 16h à L'Union    | le 28 mars 2015 à 16h à L'Union    |                                          | Belgique                                 | Match pour la 3e place          | Match pour la 3e place          | 10 |  |                                                   |                                                   |
|  | Espagne                            | 14                                 | le 3 avril 2015 à 19h à Castanet-Tolosan | le 3 avril 2015 à 19h à Castanet-Tolosan |                                 |                                 | 10 |  |                                                   |                                                   |
|  | Espagne                            | 14                                 | le 3 avril 2015 à 19h à Castanet-Tolosan | le 3 avril 2015 à 19h à Castanet-Tolosan |                                 |                                 |    |  |                                                   |                                                   |
|  | Belgique                           | 15                                 |                                          | Allemagne                                | 11                              |                                 |    |  |                                                   |                                                   |
|  | Belgique                           | 15                                 |                                          | Allemagne                                | 11                              |                                 |    |  |                                                   |                                                   |
|  |                                    |                                    |                                          |                                          |                                 |                                 |    |  | Roumanie                                          | 10                                                |
|  |                                    |                                    |                                          |                                          |                                 |                                 |    |  | Roumanie                                          | 10                                                |

La Russie est championne d'Europe Groupe A.

#### Matchs de classement
|  | Demi-finales de classement                        | Demi-finales de classement      |                        |   | Match pour la 5e place                   | Match pour la 5e place                   |
|  | Demi-finales de classement                        | Demi-finales de classement      |                        |   | Match pour la 5e place                   | Match pour la 5e place                   |
|  |                                                   |                                 |                        |   |                                          |                                          |
|  | le 31 mars 2015 à 17h à Blagnac                   | le 31 mars 2015 à 17h à Blagnac |                        |   | le 3 avril 2015 à 17h à Castanet-Tolosan | le 3 avril 2015 à 17h à Castanet-Tolosan |
|  | le 31 mars 2015 à 17h à Blagnac                   | le 31 mars 2015 à 17h à Blagnac |                        |   | le 3 avril 2015 à 17h à Castanet-Tolosan | le 3 avril 2015 à 17h à Castanet-Tolosan |
|  | Suède                                             | 0                               |                        |   | le 3 avril 2015 à 17h à Castanet-Tolosan | le 3 avril 2015 à 17h à Castanet-Tolosan |
|  | Suède                                             | 0                               |                        |   | le 3 avril 2015 à 17h à Castanet-Tolosan | le 3 avril 2015 à 17h à Castanet-Tolosan |
|  | Pologne                                           | 42                              |                        |   | le 3 avril 2015 à 17h à Castanet-Tolosan | le 3 avril 2015 à 17h à Castanet-Tolosan |
|  | Pologne                                           | 42                              | Pologne                | 0 |                                          |                                          |
|  | le 31 mars 2015 à 17h à Balma                     |                                 | Pologne                | 0 |                                          |                                          |
|  |                                                   | Espagne                         | 38                     |   |                                          |                                          |
|  | Pays-Bas                                          | Espagne                         | 38                     | 0 |                                          |                                          |
|  | Pays-Bas                                          |                                 |                        | 0 |                                          |                                          |
|  | Espagne                                           | 24                              |                        |   |                                          |                                          |
|  | Espagne                                           | 24                              | Match pour la 7e place |   |                                          |                                          |
|  |                                                   |                                 |                        |   |                                          |                                          |
|  | le 3 avril 2015 à 17h à Villefranche de Lauragais |                                 |                        |   |                                          |                                          |
|  |                                                   |                                 |                        |   |                                          |                                          |
|  | Suède                                             | 8                               |                        |   |                                          |                                          |
|  | Suède                                             | 8                               |                        |   |                                          |                                          |
|  | Pays-Bas                                          | 48                              |                        |   |                                          |                                          |
|  | Pays-Bas                                          | 48                              |                        |   |                                          |                                          |

#### Quarts de finale
| 28 mars 2015 16 h WET | Roumanie | 26 - 0 (12 - 0) | Pays-Bas | Pamiers -- spectateurs Arbitre : S. Grove-White (en), M. Burlet, El Bakouri |
| 28 mars 2015 16 h WET | Essai(s) : Cosmin Iliuta (14e), Tudor Boldor (en) (34e), Mihai Lamboiu (41e), Gabriel Rupanu (67e) Transformation(s) : Gabriel Rupanu 3 (35e, 42e, 69e) |                 |          | Pamiers -- spectateurs Arbitre : S. Grove-White (en), M. Burlet, El Bakouri |
| 28 mars 2015 16 h WET | |                 |          | Pamiers -- spectateurs Arbitre : S. Grove-White (en), M. Burlet, El Bakouri |

| 28 mars 2015 16 h WET | Pologne | 9 - 30 (6 - 20) | Allemagne | Ramonville 150 spectateurs Arbitre : Gasnier, Atorrasagasti, Lonchambon |
| 28 mars 2015 16 h WET | Pénalité(s) : Kamil Brzozowski 2 (6e, 18e), Mateusz Plichta (69e) Carton(s) jaune(s) : Juliusz Walczak (33e), Kacper Franczak (58e) |                 | Essai(s) : Niklas Koch (15e), Albert Jürgen (21e), Henrik Meyer (23e), Henk Störzinger (28e), Tim Lichtenberg (68e) Transformation(s) : Albert Jürgen (69e) Pénalité(s) : Albert Jürgen (62e) Carton(s) jaune(s) : Paul Schüle (65e) | Ramonville 150 spectateurs Arbitre : Gasnier, Atorrasagasti, Lonchambon |
| 28 mars 2015 16 h WET | |                 | | Ramonville 150 spectateurs Arbitre : Gasnier, Atorrasagasti, Lonchambon |

| 28 mars 2015 16 h WET | Russie | 72 - 0 (45 - 0) | Suède | Bruguières -- spectateurs Arbitre : A. Jones, Rizzo, Destruhaut |
| 28 mars 2015 16 h WET | Essai(s) : Artem Kriukov (1re), Pavel Golik (4e), Evgeny Malyshkin (9e), Viktor Kozlovskii 2 (20e, 33e), Rafael Loskutov (26e), Alexander Gavrilov (30e), Ruslan Iangurazov (39e), Gleb Farkov (41e), Stepan Seriakov (53e), Egor Ermakov 2 (58e, 63e) Transformation(s) : Gleb Farkov 4 (5e, 10e, 26e, 31e), Evgeny Malyshkin (40e) |                 |       | Bruguières -- spectateurs Arbitre : A. Jones, Rizzo, Destruhaut |
| 28 mars 2015 16 h WET | |                 |       | Bruguières -- spectateurs Arbitre : A. Jones, Rizzo, Destruhaut |

| 28 mars 2015 16 h WET | Espagne                                                                                                | 14 - 15 (7 - 0) | Belgique | L'Union -- spectateurs Arbitre : O'Grady, Gaffinkin, Guenero |
| 28 mars 2015 16 h WET | Essai(s) : Jordi Jorba (32e), Juan Soloaga Calderón (67e) Transformation(s) : Iñaki Mateu 2 (33e, 67e) |                 | Essai(s) : Sven D'Hooghe (65e), Sacha Doko (61e) Transformation(s) : Benjamin Cocu (61e) Pénalité(s) : Benjamin Cocu (50e) Carton(s) jaune(s) : Thomas Brouillard (64e) | L'Union -- spectateurs Arbitre : O'Grady, Gaffinkin, Guenero |
| 28 mars 2015 16 h WET | |                 | | L'Union -- spectateurs Arbitre : O'Grady, Gaffinkin, Guenero |

#### Demi-finales
| 31 mars 2015 17 h WET | Russie | 23 - 0 (10 - 0) | Allemagne | Gaillac -- spectateurs Arbitre : M. Burlet, Albert, Tartini |
| 31 mars 2015 17 h WET | Essai(s) : Rafael Loskutov (7e), Denis Mashkin (59e), Egor Ermakov (70e) Transformation(s) : Gleb Farkov (8e) Pénalité(s) : Gleb Farkov 2 (28e, 67e) |                 |           | Gaillac -- spectateurs Arbitre : M. Burlet, Albert, Tartini |
| 31 mars 2015 17 h WET | |                 |           | Gaillac -- spectateurs Arbitre : M. Burlet, Albert, Tartini |

| 31 mars 2015 17 h WET | Roumanie                              | 3 - 10 (0 - 7) | Belgique | Albi -- spectateurs Arbitre : E. Rizzo, Passemar, Abrial |
| 31 mars 2015 17 h WET | Pénalité(s) : Tudor Boldor (en) (70e) |                | Essai(s) : Raphaë Ligot (24e Transformation(s) : Benjamin Cocu (25e) Pénalité(s) : Benjamin Cocu (68e) Carton(s) jaune(s) : François Lambert (16e), Corentin Echement (69e) | Albi -- spectateurs Arbitre : E. Rizzo, Passemar, Abrial |
| 31 mars 2015 17 h WET |                                       |                | | Albi -- spectateurs Arbitre : E. Rizzo, Passemar, Abrial |

#### Demi-finales de classement
| 31 mars 2015 17 h WET | Suède                                         | 0 - 42 (0 - 18) | Pologne | Blagnac -- spectateurs Arbitre : G. Visser, Darche, Alarcon |
| 31 mars 2015 17 h WET | Carton(s) jaune(s) : Mohammad Al Musawy (66e) |                 | Essai(s) : Mateusz Nitschke (18e), Maciej Żarczynski (29e), Dawid Kinast (46e), Milosz Bracik (51e), Robert Wojtowicz (67e), Mateusz Popiolek (70e) Transformation(s) : Kamil Brzozowski 2 (30e, 47e), Mateusz Plichta (70e) Pénalité(s) : Kamil Brzozowski (26e) | Blagnac -- spectateurs Arbitre : G. Visser, Darche, Alarcon |
| 31 mars 2015 17 h WET |                                               |                 | | Blagnac -- spectateurs Arbitre : G. Visser, Darche, Alarcon |

| 31 mars 2015 17 h WET | Pays-Bas | 0 - 24 (0 - 12) | Espagne | Balma -- spectateurs Arbitre : R. De L'Isle, Grasset, Bes |
| 31 mars 2015 17 h WET |          | Essai(s) : Alvar Gimeno (4e), Jordi Jorba (14e), Eduardo Dorvil Lipperheide (50e), Miguel Corral-Muñoz García (68e) Transformation(s) : Alvar Gimeno (15e), Iñaki Mateu (68e) Carton(s) jaune(s) : Alvar Gimeno (33e) |         | Balma -- spectateurs Arbitre : R. De L'Isle, Grasset, Bes |
| 31 mars 2015 17 h WET |          | |         | Balma -- spectateurs Arbitre : R. De L'Isle, Grasset, Bes |

#### Match pour la septième place
| 3 avril 2015 17 h WET | Suède | 8 - 46 (8 - 8) | Pays-Bas | Villefranche-de-Lauragais 350 spectateurs Arbitre : Nogueira, Atorrasagasti, Rizzo |
| 3 avril 2015 17 h WET | Essai(s) : Conor Wharton (23e) Pénalité(s) : Mattieu Spens Cossin (11e) Carton(s) jaune(s) : Gaetan Zachrisson (39e), Mohammad Al Musawy (67e) |                | Essai(s) : Emar Pronk 2 (38e, 62e), Quermy Julian Warmerdam 2 (9e, 41e), Philip Valentijn Bouwens (50e), Timothy Dubessy (54e), Marijn Huis (69e), Transformation(s) : Thomas Lloyd Roper (42e, 51e, 63e, 70e) Pénalité(s) : Thomas Lloyd Roper (35e) Carton(s) jaune(s) : David Dekker (3e), Jens Bastiaansen (21e), | Villefranche-de-Lauragais 350 spectateurs Arbitre : Nogueira, Atorrasagasti, Rizzo |
| 3 avril 2015 17 h WET | |                | | Villefranche-de-Lauragais 350 spectateurs Arbitre : Nogueira, Atorrasagasti, Rizzo |

#### Match pour la cinquième place
| 3 avril 2015 17 h WET | Pologne | 0 - 38 (0 - 17) | Espagne | Castanet-Tolosan 100 spectateurs Arbitre : Grove-White (en), Gaffinkin, Bodea |
| 3 avril 2015 17 h WET |         | Essai(s) : Jordi Jorba (9e), Alberto Nuñez Yarte (11e), Guillermo Dominguez Narciso 2 (38e, 64e), Tobias William Francis (53e) Transformation(s) : Rodrigo Gomez Calcetti 5 (9e, 11e, 39e, 53e, 64e) Pénalité(s) : Rodrigo Gomez Calcetti (32e) |         | Castanet-Tolosan 100 spectateurs Arbitre : Grove-White (en), Gaffinkin, Bodea |
| 3 avril 2015 17 h WET |         | |         | Castanet-Tolosan 100 spectateurs Arbitre : Grove-White (en), Gaffinkin, Bodea |

#### Match pour la troisième place
| 3 avril 2015 19 h WET | Allemagne                                                                  | 11 - 10 (6 - 5) | Roumanie                                                                                            | Castanet-Tolosan 98 spectateurs Arbitre : M. Burlet, Gasnier, R. De L'Isle |
| 3 avril 2015 19 h WET | Essai(s) : Christopher Korn (63e) Pénalité(s) : Albert Jürgen 2 (16e, 27e) |                 | Essai(s) : Cristian Chirică (32e), Iulian Nistor (47e) Carton(s) jaune(s) : Marius Iftimiciuc (11e) | Castanet-Tolosan 98 spectateurs Arbitre : M. Burlet, Gasnier, R. De L'Isle |
| 3 avril 2015 19 h WET |                                                                            |                 | | Castanet-Tolosan 98 spectateurs Arbitre : M. Burlet, Gasnier, R. De L'Isle |

#### Finale
| 3 avril 2015 19 h WET | Russie | 16 - 0 (8 - 0) | Belgique | Villefranche de Lauragais 98 spectateurs Arbitre : O'Grady, Visser, Jones |
| 3 avril 2015 19 h WET |        |                |          | Villefranche de Lauragais 98 spectateurs Arbitre : O'Grady, Visser, Jones |
| 3 avril 2015 19 h WET |        |                |          | Villefranche de Lauragais 98 spectateurs Arbitre : O'Grady, Visser, Jones |

#### Classement
|      |           | score | score | score | Essais | Essais | Trans. | Trans. | Pén. | Pén. | Drops | Drops | Cartons | Cartons |
| rank | Pays      | p.    | c.    | diff. | p.     | c.     | p.     | c.     | p.   | c.   | p.    | c.    | J.      | R.      |
| ---- | --------- | ----- | ----- | ----- | ------ | ------ | ------ | ------ | ---- | ---- | ----- | ----- | ------- | ------- |
| 1er  | Russie    | 111   | 0     | +111  | 15     | 0      | 7      | 0      | 2    | 0    | 0     | 0     | 0       | 0       |
| 2e   | Belgique  | 25    | 33    | -8    | 3      | 2      | 2      | 2      | 2    | 1    | 0     | 0     | 3       | 0       |
| 3e   | Allemagne | 41    | 42    | -1    | 6      | 5      | 1      | 1      | 3    | 5    | 0     | 0     | 1       | 0       |
| 4e   | Roumanie  | 39    | 21    | +18   | 6      | 2      | 3      | 1      | 1    | 3    | 0     | 0     | 1       | 0       |
| 5e   | Espagne   | 76    | 15    | +61   | 2      | 2      | 2      | 1      | 0    | 1    | 0     | 0     | 0       | 0       |
| 6e   | Pologne   | 51    | 68    | -17   | 6      | 5      | 3      | 1      | 5    | 1    | 0     | 0     | 2       | 0       |
| 7e   | Pays-Bas  | 46    | 58    | -12   | 7      | 5      | 4      | 3      | 1    | 1    | 0     | 0     | 2       | 0       |
| 8e   | Suède     | 8     | 160   | -152  | 1      | 25     | 0      | 13     | 1    | 3    | 0     | 0     | 3       | 0       |

### Groupe B

#### Tableau principal
|  | Quarts de finale                   | Quarts de finale                   |                                     |                                     | Demi-finales                                | Demi-finales                                |   |  | Finale                                  | Finale                                  |
|  | Quarts de finale                   | Quarts de finale                   |                                     |                                     | Demi-finales                                | Demi-finales                                |   |  | Finale                                  | Finale                                  |
|  |                                    |                                    |                                     |                                     |                                             |                                             |   |  |                                         |                                         |
|  | le 28 mars 2015 à 14h à L'Union    | le 28 mars 2015 à 14h à L'Union    |                                     |                                     | le 1er avril 2015 à 16h à Quint-Fonsegrives | le 1er avril 2015 à 16h à Quint-Fonsegrives |   |  | le 4 avril 2015 à 11h à Toulouse T.U.C. | le 4 avril 2015 à 11h à Toulouse T.U.C. |
|  | le 28 mars 2015 à 14h à L'Union    | le 28 mars 2015 à 14h à L'Union    |                                     |                                     | le 1er avril 2015 à 16h à Quint-Fonsegrives | le 1er avril 2015 à 16h à Quint-Fonsegrives |   |  | le 4 avril 2015 à 11h à Toulouse T.U.C. | le 4 avril 2015 à 11h à Toulouse T.U.C. |
|  | République Tchèque                 | 22                                 |                                     |                                     | le 1er avril 2015 à 16h à Quint-Fonsegrives | le 1er avril 2015 à 16h à Quint-Fonsegrives |   |  | le 4 avril 2015 à 11h à Toulouse T.U.C. | le 4 avril 2015 à 11h à Toulouse T.U.C. |
|  | République Tchèque                 | 22                                 |                                     |                                     | le 1er avril 2015 à 16h à Quint-Fonsegrives | le 1er avril 2015 à 16h à Quint-Fonsegrives |   |  | le 4 avril 2015 à 11h à Toulouse T.U.C. | le 4 avril 2015 à 11h à Toulouse T.U.C. |
|  | Lettonie                           | 5                                  |                                     |                                     | le 1er avril 2015 à 16h à Quint-Fonsegrives | le 1er avril 2015 à 16h à Quint-Fonsegrives |   |  | le 4 avril 2015 à 11h à Toulouse T.U.C. | le 4 avril 2015 à 11h à Toulouse T.U.C. |
|  | Lettonie                           | 5                                  | République Tchèque                  | 17                                  |                                             |                                             |   |  | le 4 avril 2015 à 11h à Toulouse T.U.C. | le 4 avril 2015 à 11h à Toulouse T.U.C. |
|  | le 28 mars 2015 à 14h à Bruguières |                                    | République Tchèque                  | 17                                  |                                             |                                             |   |  | le 4 avril 2015 à 11h à Toulouse T.U.C. | le 4 avril 2015 à 11h à Toulouse T.U.C. |
|  |                                    | Ukraine                            | 19                                  |                                     |                                             |                                             |   |  | le 4 avril 2015 à 11h à Toulouse T.U.C. | le 4 avril 2015 à 11h à Toulouse T.U.C. |
|  | Ukraine                            | Ukraine                            | 19                                  | 28                                  |                                             |                                             |   |  | le 4 avril 2015 à 11h à Toulouse T.U.C. | le 4 avril 2015 à 11h à Toulouse T.U.C. |
|  | Ukraine                            |                                    |                                     | 28                                  |                                             |                                             |   |  | le 4 avril 2015 à 11h à Toulouse T.U.C. | le 4 avril 2015 à 11h à Toulouse T.U.C. |
|  | Serbie                             | 3                                  |                                     |                                     |                                             |                                             |   |  | le 4 avril 2015 à 11h à Toulouse T.U.C. | le 4 avril 2015 à 11h à Toulouse T.U.C. |
|  | Serbie                             | 3                                  | Ukraine                             | 43                                  |                                             |                                             |   |  |                                         |                                         |
|  | le 28 mars 2015 à 14h à Pamiers    |                                    | Ukraine                             | 43                                  |                                             |                                             |   |  |                                         |                                         |
|  |                                    | Lituanie                           | 8                                   |                                     |                                             |                                             |   |  |                                         |                                         |
|  | Suisse                             | Lituanie                           | 8                                   | 8                                   |                                             |                                             |   |  |                                         |                                         |
|  | Suisse                             | le 1er avril 2015 à 16h à Muret    |                                     | 8                                   |                                             |                                             |   |  |                                         |                                         |
|  | Croatie                            | 5                                  |                                     |                                     |                                             |                                             |   |  |                                         |                                         |
|  | Croatie                            | 5                                  | Suisse                              | 0                                   |                                             |                                             |   |  |                                         |                                         |
|  | le 28 mars 2015 à 14h à Ramonville | le 28 mars 2015 à 14h à Ramonville | Suisse                              | 0                                   | Match pour la 3e place                      | Match pour la 3e place                      |   |  |                                         |                                         |
|  | le 28 mars 2015 à 14h à Ramonville | le 28 mars 2015 à 14h à Ramonville |                                     | lituanie                            | Match pour la 3e place                      | Match pour la 3e place                      | 9 |  |                                         |                                         |
|  | Luxembourg                         | 17                                 | le 4 avril 2015 à 11h à Pechbonnieu | le 4 avril 2015 à 11h à Pechbonnieu |                                             |                                             | 9 |  |                                         |                                         |
|  | Luxembourg                         | 17                                 | le 4 avril 2015 à 11h à Pechbonnieu | le 4 avril 2015 à 11h à Pechbonnieu |                                             |                                             |   |  |                                         |                                         |
|  | Lituanie                           | 22                                 |                                     | République Tchèque                  | 25                                          |                                             |   |  |                                         |                                         |
|  | Lituanie                           | 22                                 |                                     | République Tchèque                  | 25                                          |                                             |   |  |                                         |                                         |
|  |                                    |                                    |                                     |                                     |                                             |                                             |   |  | Suisse                                  | 13                                      |
|  |                                    |                                    |                                     |                                     |                                             |                                             |   |  | Suisse                                  | 13                                      |

L'Ukraine est championne d'Europe Groupe B.

#### Matchs de classement
|  | Demi-finales de classement                  | Demi-finales de classement      |                        |    | Match pour la 5e place              | Match pour la 5e place              |
|  | Demi-finales de classement                  | Demi-finales de classement      |                        |    | Match pour la 5e place              | Match pour la 5e place              |
|  |                                             |                                 |                        |    |                                     |                                     |
|  | le 1er avril 2015 à 14h à Muret             | le 1er avril 2015 à 14h à Muret |                        |    | le 4 avril 2015 à 11h à Saint-Orens | le 4 avril 2015 à 11h à Saint-Orens |
|  | le 1er avril 2015 à 14h à Muret             | le 1er avril 2015 à 14h à Muret |                        |    | le 4 avril 2015 à 11h à Saint-Orens | le 4 avril 2015 à 11h à Saint-Orens |
|  | Lettonie                                    | 20                              |                        |    | le 4 avril 2015 à 11h à Saint-Orens | le 4 avril 2015 à 11h à Saint-Orens |
|  | Lettonie                                    | 20                              |                        |    | le 4 avril 2015 à 11h à Saint-Orens | le 4 avril 2015 à 11h à Saint-Orens |
|  | Serbie                                      | 3                               |                        |    | le 4 avril 2015 à 11h à Saint-Orens | le 4 avril 2015 à 11h à Saint-Orens |
|  | Serbie                                      | 3                               | Lettonie               | 10 |                                     |                                     |
|  | le 1er avril 2015 à 11h à Quint-Fonsegrives |                                 | Lettonie               | 10 |                                     |                                     |
|  |                                             | Luxembourg                      | 35                     |    |                                     |                                     |
|  | Croatie                                     | Luxembourg                      | 35                     | 7  |                                     |                                     |
|  | Croatie                                     |                                 |                        | 7  |                                     |                                     |
|  | Luxembourg                                  | 41                              |                        |    |                                     |                                     |
|  | Luxembourg                                  | 41                              | Match pour la 7e place |    |                                     |                                     |
|  |                                             |                                 |                        |    |                                     |                                     |
|  | le 4 avril 2015 à 11h à Cugnaux             |                                 |                        |    |                                     |                                     |
|  |                                             |                                 |                        |    |                                     |                                     |
|  | Serbie                                      | 0                               |                        |    |                                     |                                     |
|  | Serbie                                      | 0                               |                        |    |                                     |                                     |
|  | Croatie                                     | 43                              |                        |    |                                     |                                     |
|  | Croatie                                     | 43                              |                        |    |                                     |                                     |

#### Quarts de finale
| 28 mars 2015 14 h WET | Luxembourg | 17 - 22 (14 - 8) | Lituanie | Ramonville 100 spectateurs Arbitre : Nogueira, Vitrac, Bruno |
| 28 mars 2015 14 h WET | Essai(s) : Joshua van Zeeland (10e), Patrick Fox (15e) Transformation(s) : Daniel Ascoli 2 (11e, 16e) Pénalité(s) : Daniel Ascoli (63e) |                  | Essai(s) : Tomas Mačiulis (25e), Donastas Trumpickas (50e), Kęstutis Karbauskas (59e) Transformation(s) : Ervidas Bakutis (51e), Eimantas Bagarauskas (60e) Pénalité(s) : Alanas Alasauskas (13e) Carton(s) jaune(s) : Eimantas Bagarauskas (37e) | Ramonville 100 spectateurs Arbitre : Nogueira, Vitrac, Bruno |
| 28 mars 2015 14 h WET | |                  | | Ramonville 100 spectateurs Arbitre : Nogueira, Vitrac, Bruno |

| 28 mars 2015 14 h WET | Suisse | 8 - 5 (0 - 0) | Croatie                                                                   | Pamiers -- spectateurs Arbitre : R. De L'Isle, Meller, Mascarenc |
| 28 mars 2015 14 h WET | Essai(s) : Sofiane Bouteiller (57e) Pénalité(s) : Noha Rouhaud (70e) Carton(s) jaune(s) : Tristan Harnisch (45e) |               | Essai(s) : Domagoj Plazibat (45e) Carton(s) jaune(s) : Filip Perica (68e) | Pamiers -- spectateurs Arbitre : R. De L'Isle, Meller, Mascarenc |
| 28 mars 2015 14 h WET | |               |                                                                           | Pamiers -- spectateurs Arbitre : R. De L'Isle, Meller, Mascarenc |

| 28 mars 2015 14 h WET | Ukraine | 28 - 3 (11 - 0) | Serbie                             | Bruguières -- spectateurs Arbitre : Vissert, Lafont, Esteve |
| 28 mars 2015 14 h WET | Essai(s) : Denys Volkov 3 (31e, 55e, 62e), Vitalii Morhun (73e) Transformation(s) : Roman Hutsaliuk (73e) Pénalité(s) : Vladyslav Adazhynyk 2 (3e, 19e) |                 | Pénalité(s) : Ronaldo Bitici (65e) | Bruguières -- spectateurs Arbitre : Vissert, Lafont, Esteve |
| 28 mars 2015 14 h WET | |                 |                                    | Bruguières -- spectateurs Arbitre : Vissert, Lafont, Esteve |

| 28 mars 2015 14 h WET | République Tchèque | 22 - 5 (10 - 5) | Lettonie                                     | L'Union 100 spectateurs Arbitre : Bodea, Brettes, Lecomte |
| 28 mars 2015 14 h WET | Essai(s) : David Senk (15e), Lukas Hrebacka (27e), Adam Fronek (36e), Lukas Plocar (70e) Transformation(s) : Lukas Hrebacka (70e) |                 | Essai(s) : Oskars Daugavvanags - Vanags (9e) | L'Union 100 spectateurs Arbitre : Bodea, Brettes, Lecomte |
| 28 mars 2015 14 h WET | |                 |                                              | L'Union 100 spectateurs Arbitre : Bodea, Brettes, Lecomte |

#### Demi-finales
| 1er avril 2015 16 h WET | Suisse                                                                                  | 0 - 9 (0 - 6) | Lituanie                                         | Muret -- spectateurs Arbitre : S. Gaffikin, S. Grove White (en), G. Visser |
| 1er avril 2015 16 h WET | Carton(s) jaune(s) : Cédric Curdy (15e), Guilhem Trolat (42e), Sofiane Bouteiller (71e) |               | Pénalité(s) : Alanas Alasauskis 3 (7e, 16e, 43e) | Muret -- spectateurs Arbitre : S. Gaffikin, S. Grove White (en), G. Visser |
| 1er avril 2015 16 h WET |                                                                                         |               |                                                  | Muret -- spectateurs Arbitre : S. Gaffikin, S. Grove White (en), G. Visser |

| 1er avril 2015 16 h WET | République Tchèque | 17 - 19 (17 - 0) | Ukraine | Quint-Fonsegrives Arbitre : Atorrasagasti, J. Gasnier, E. Rizzo |
| 1er avril 2015 16 h WET |                    |                  |         | Quint-Fonsegrives Arbitre : Atorrasagasti, J. Gasnier, E. Rizzo |
| 1er avril 2015 16 h WET |                    |                  |         | Quint-Fonsegrives Arbitre : Atorrasagasti, J. Gasnier, E. Rizzo |

#### Demi-finales de classement
| 1er avril 2015 14 h WET | Croatie | 7 - 41 (7 - 12) | Luxembourg | Quint-Fonsegrives 200 spectateurs Arbitre : I. Bodea, M. Burlet, R. De l'Isle |
| 1er avril 2015 14 h WET | Essai(s) : Ante Tomašević (28e), Transformation(s) : Domagoj Plazibat (29e) Carton(s) jaune(s) : Ivan Rinčić (51e) |                 | Essai(s) : Hugo Ombredane (15e), Rhys Williams (25e, 38e), Justin Seghers (40e), Adrien Amouyal (51e), Charles Stone (53e), Patrick Fox (66e) Transformation(s) : Daniel Ascoli 3 (15e, 38e, 54e) | Quint-Fonsegrives 200 spectateurs Arbitre : I. Bodea, M. Burlet, R. De l'Isle |
| 1er avril 2015 14 h WET | |                 | | Quint-Fonsegrives 200 spectateurs Arbitre : I. Bodea, M. Burlet, R. De l'Isle |

| 1er avril 2015 14 h WET | Lettonie | 20 - 3 (10 - 3) | Serbie                            | Muret 100 spectateurs Arbitre : A. Nogueira, M. O'Grady, A. Jones |
| 1er avril 2015 14 h WET | Essai(s) : Reinis Zalte (9e), Artūrs Alainis (48e) Transformation(s) : Reinis Zalte (10e, (49e) Pénalité(s) : Aldis Juris Ivanovs (22e), Reinis Zalte (53e) Carton(s) jaune(s) : Jonathan George Trede (42e), Rihards Lonskis (68e) |                 | Pénalité(s) : Ronaldo Bitici (7e) | Muret 100 spectateurs Arbitre : A. Nogueira, M. O'Grady, A. Jones |
| 1er avril 2015 14 h WET | |                 |                                   | Muret 100 spectateurs Arbitre : A. Nogueira, M. O'Grady, A. Jones |

#### Match pour la septième place
| 4 avril 2015 11 h WET | Serbie | 0 - 43 (0 - 12) | Croatie | Cugnaux 75 spectateurs Arbitre : E. Rizzo, Generro, Ailleres |
| 4 avril 2015 11 h WET |        | Essai(s) : Duje Bavčević (16e), Edi Dodoja 3 (27e, 39e, 55e), Filip Perica (42e), Damir Komar (45e), Maximilian Keen (59e) Transformation(s) : Domagoj Plazibat 4 (28e, 43e, 56e, 60e) |         | Cugnaux 75 spectateurs Arbitre : E. Rizzo, Generro, Ailleres |
| 4 avril 2015 11 h WET |        | |         | Cugnaux 75 spectateurs Arbitre : E. Rizzo, Generro, Ailleres |

#### Match pour la cinquième place
| 4 avril 2015 11 h WET | Lettonie | 10 - 35 (3 - 8) | Luxembourg | Saint-Orens 100 spectateurs Arbitre : R. De L'Isle, Vitrac, Bes |
| 4 avril 2015 11 h WET | Essai(s) : Hārdijs Nungurs (36e) Transformation(s) : Aldis Juris Ivanovs (37e) Pénalité(s) : Aldis Juris Ivanovs (13e) Carton(s) jaune(s) : Aleksejs Maslakovičs (64e) |                 | Essai(s) : Antoine Truchot (6e), Patrick Fox 2 (41e, 63e), Samuel Irons (48e), Thomas Verity (66e) Transformation(s) : Daniel Ascoli 2 (42e, 64e) Pénalité(s) : Daniel Ascoli (17e) Drop(s) : Daniel Ascoli (40e) | Saint-Orens 100 spectateurs Arbitre : R. De L'Isle, Vitrac, Bes |
| 4 avril 2015 11 h WET | |                 | | Saint-Orens 100 spectateurs Arbitre : R. De L'Isle, Vitrac, Bes |

#### Match pour la troisième place
| 4 avril 2015 11 h WET | République Tchèque | 25 - 13 (15 - 3) | Suisse | Pechbonnieu 400 spectateurs Arbitre : Bodea, Brettes, Lecomte |
| 4 avril 2015 11 h WET | Essai(s) : David Senk 2 (3e, 35e), Michael Troansky (26e), Martin Cimprich (41e), Richard Hrebacka (59e) Carton(s) jaune(s) : Frantisek Balak (57e), Matej Krizek (61e) |                  | Essai(s) : Jean-Raph Lucas (38e), Loïc D'Assier (61e) Pénalité(s) : Sébastien Kuss (24e) Carton(s) jaune(s) : Noha Rouhaud (34e) | Pechbonnieu 400 spectateurs Arbitre : Bodea, Brettes, Lecomte |
| 4 avril 2015 11 h WET | |                  | | Pechbonnieu 400 spectateurs Arbitre : Bodea, Brettes, Lecomte |

#### Finale
| 4 avril 2015 11 h WET | Ukraine | 43 - 8 (14 - 3) | Lituanie                                                              | Toulouse T.U.C. 200 spectateurs Arbitre : Grove-White (en), Lonchambon, Fihol |
| 4 avril 2015 11 h WET | Essai(s) : Makhaylo Kornatovskiy (14e), Oleksandr Shevchenko (21e), Oleksandr Krotkikh (40e), Oleksii Bylik (52e), Denys Volkov (54e), Kostianty Yurchenko (62e) Transformation(s) : Vladyslav Adazhynyk (15e), Roman Hutsaliuk 4 (22e, 41e, 53e, 56e) Pénalité(s) : Roman Hutsaliuk (45e) |                 | Essai(s) : Armandas Burba (59e) Pénalité(s) : Alanas Alasauskas (31e) | Toulouse T.U.C. 200 spectateurs Arbitre : Grove-White (en), Lonchambon, Fihol |
| 4 avril 2015 11 h WET | |                 |                                                                       | Toulouse T.U.C. 200 spectateurs Arbitre : Grove-White (en), Lonchambon, Fihol |

#### Classement
|      |                    | score | score | score | Essais | Essais | Trans. | Trans. | Pén. | Pén. | Drops | Drops | Cartons | Cartons |
| rank | Pays               | p.    | c.    | diff. | p.     | c.     | p.     | c.     | p.   | c.   | p.    | c.    | J.      | R.      |
| ---- | ------------------ | ----- | ----- | ----- | ------ | ------ | ------ | ------ | ---- | ---- | ----- | ----- | ------- | ------- |
| 1er  | Ukraine            | 90    | 28    | +62   | 13     | 2      | 8      | 2      | 3    | 3    | 0     | 0     | 1       | 0       |
| 2e   | Lituanie           | 39    | 60    | -21   | 3      | 8      | 2      | 7      | 5    | 2    | 0     | 0     | 1       | 0       |
| 3e   | République Tchèque | 64    | 37    | +27   | 11     | 6      | 3      | 2      | 1    | 1    | 0     | 0     | 2       | 0       |
| 4e   | Suisse             | 21    | 39    | -18   | 3      | 6      | 0      | 0      | 2    | 3    | 0     | 0     | 5       | 0       |
| 5e   | Luxembourg         | 93    | 39    | +54   | 14     | 5      | 8      | 4      | 2    | 2    | 1     | 0     | 0       | 0       |
| 6e   | Lettonie           | 35    | 60    | -25   | 4      | 9      | 3      | 4      | 3    | 1    | 0     | 1     | 2       | 0       |
| 7e   | Croatie            | 55    | 49    | +6    | 9      | 8      | 5      | 3      | 0    | 1    | 0     | 0     | 2       | 0       |
| 8e   | Serbie             | 6     | 91    | -85   | 0      | 13     | 0      | 7      | 1    | 4    | 0     | 0     | 0       | 0       |